# Kościół Niepokalanego Serca Najświętszej Maryi Panny w Kielcach

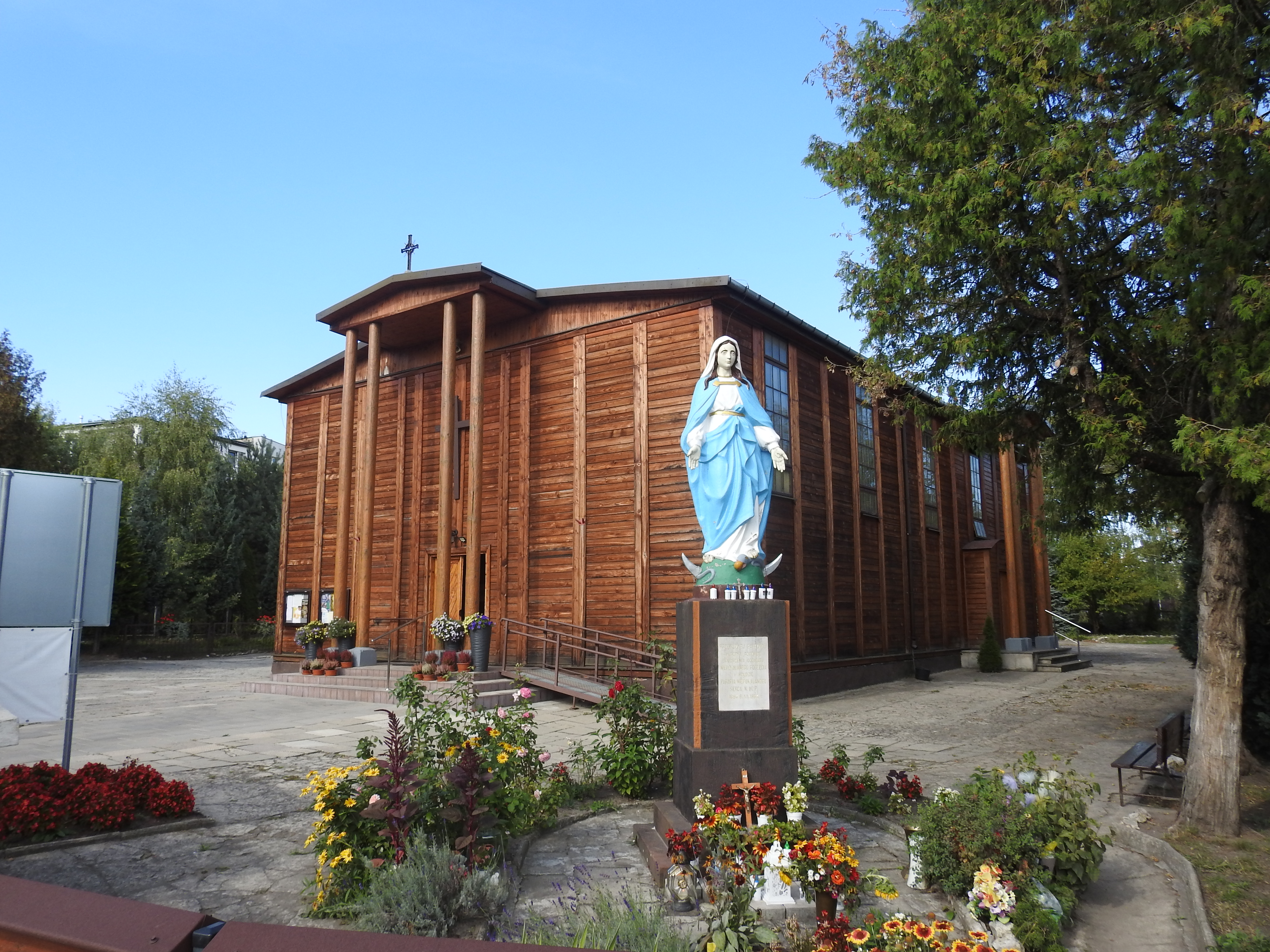
Kościół Niepokalanego Serca Najświętszej Maryi Panny w Kielcach, 25 września 2024

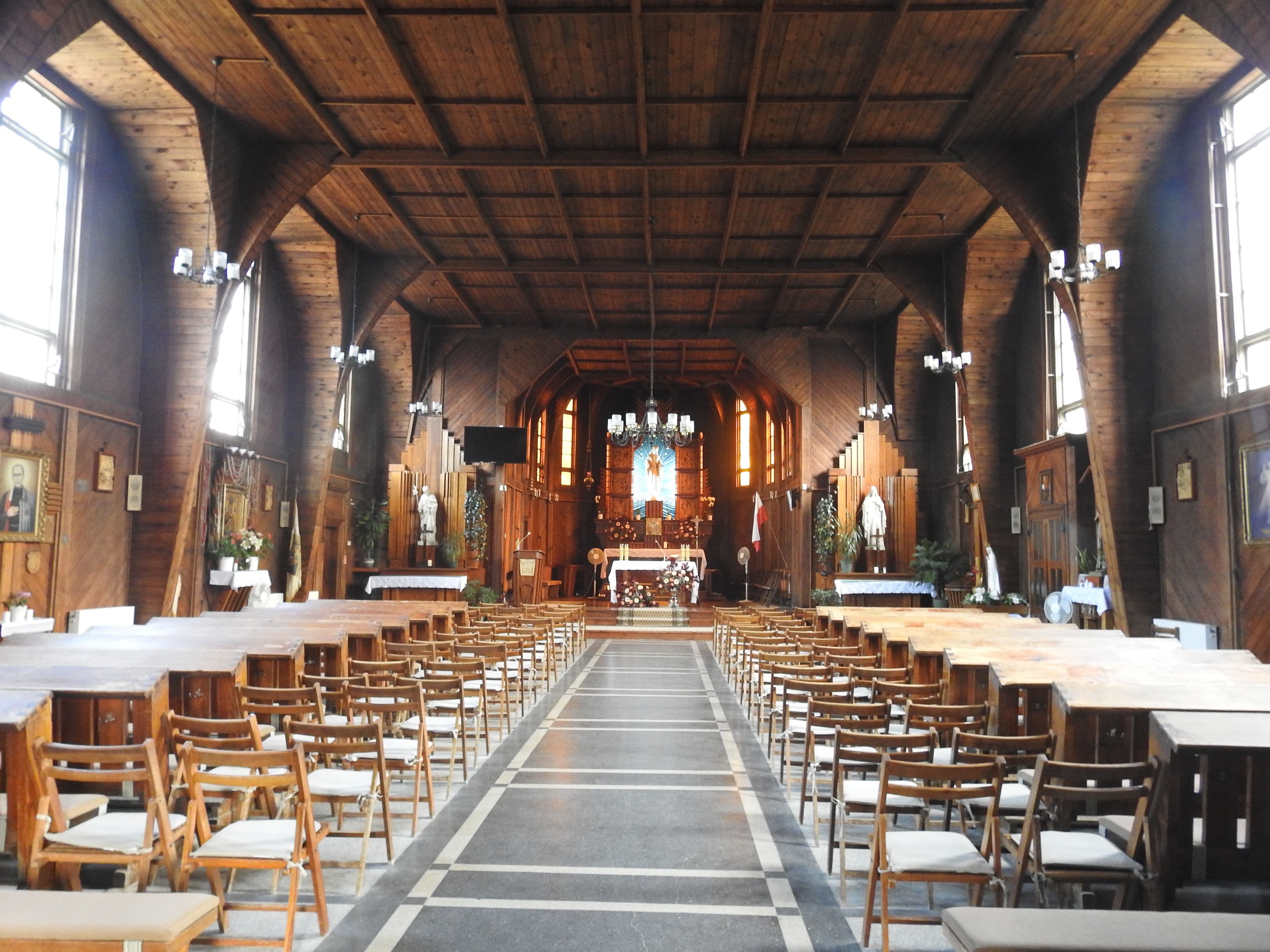
Wnętrze Kościoła Niepokalanego Serca Najświętszej Maryi Panny w Kielcach, 25 września 2024

Kościół Niepokalanego Serca Najświętszej Maryi Panny – rzymskokatolicki kościół parafialny należący do dekanatu Kielce-Zachód diecezji kieleckiej.

## Historia
Jest to świątynia wzniesiona w 1947 roku. Zaprojektował ją Stanisław Skibniewski. Do jej budowy użyto materiału z poniemieckich baraków. W latach 70. XX wieku została rozbudowana zakrystia.

## Architektura i wnętrze
Kościół posiada mniejsze od nawy, zamknięte półkoliście prezbiterium z boczną zakrystią. Wejście główne i boczne świątyni jest ozdobione portykami czterokolumnowymi. Budowla nakryta jest prawie płaskim dachem, złożonym z blachy, w części frontowej jest umieszczona czworoboczna wieżyczka na sygnaturkę. Jest ona zwieńczona płaskim daszkiem z latarnią. Wnętrze nakryte jest stropami płaskimi z dekoracją pozornych kasetonów. Chór muzyczny jest podparty czterema słupami z wystawką w części centralnej. Ołtarz główny posiada formę tryptyku. Chrzcielnica została wykonana z drewna.